# NK Kamen Sirač
NK Kamen je nogometni klub iz Sirača. Trenutno se natječe u 1. ŽNL NSBBŽ.
Prvi nogometni klub "Jadran" osnovan je tridesetih godina, a 1946. godine mijenja ime u "Radnik". Početkom sedamdesetih godina osnovan je Omladinski nogometni klub "Bratstvo", a 1977. godine oba kluba se ujedinjuju u Nogometni klub "Kamen" pod kojim imenom klub nastupa i danas.